# CargoBeamer

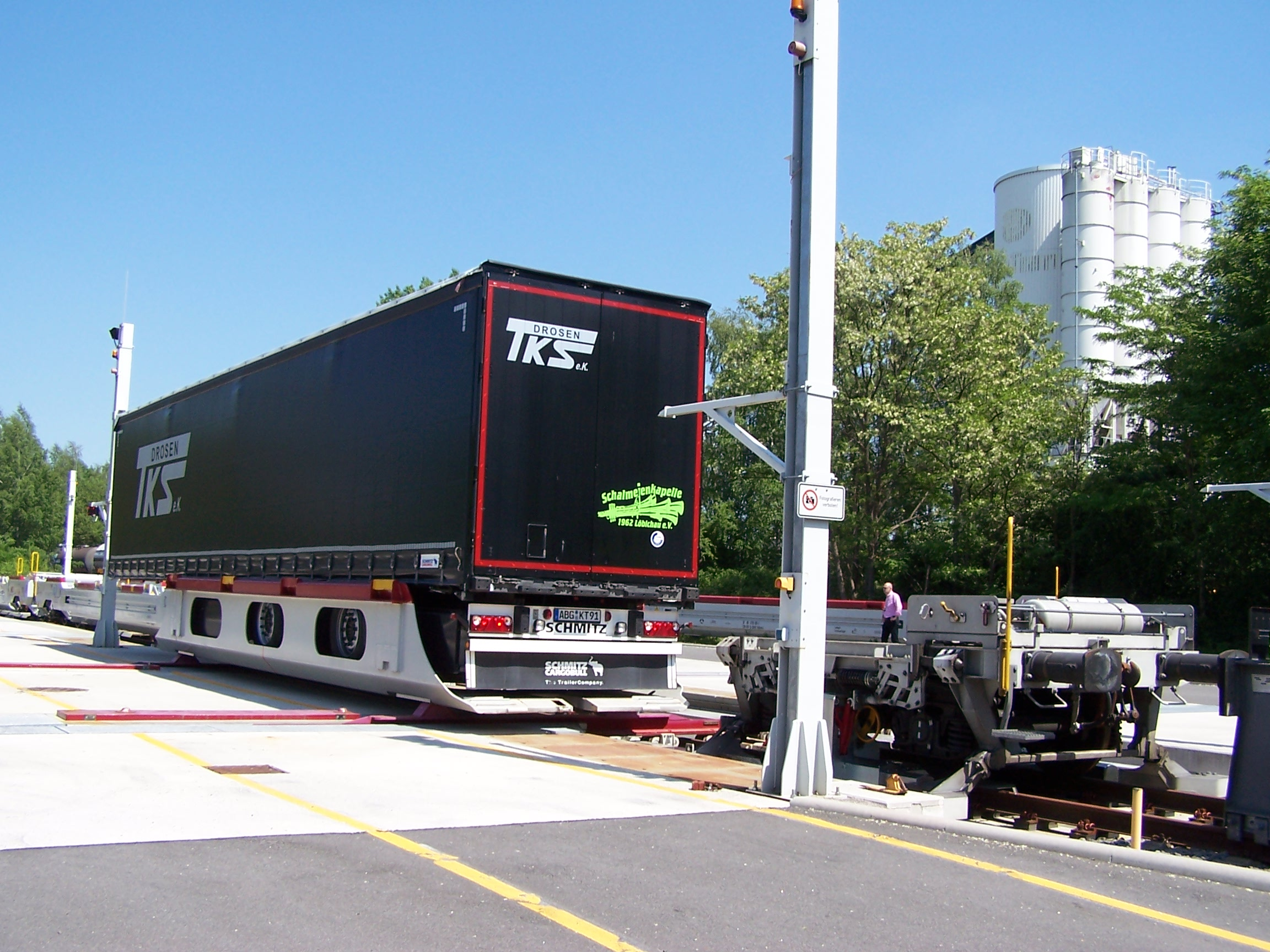
Vagon CargoBeamer v Lipsku

CargoBeamer je druhem intermodální přepravny. Sídlo společnosti je v Budyšíně.
Princip spočívá ve vagonech, které mají usazenou výměnnou ložnou vanu, která při příjezdu do terminálu se díky hydraulice nadzvedne z vagonu a je posunutá připravenou ložnou vanou do boku vagonu. Tím proběhne celá výměna návěsu i s vanami. Původní ložná vana odjede a ta co přijela se vyprázdní příjezdem kamionu, který zavěsí návěs a odjede. Všechny vagony se nakládají najednou bez pomoci manipulačních prostředků jako je např. jeřáb (stroj).